# エノ

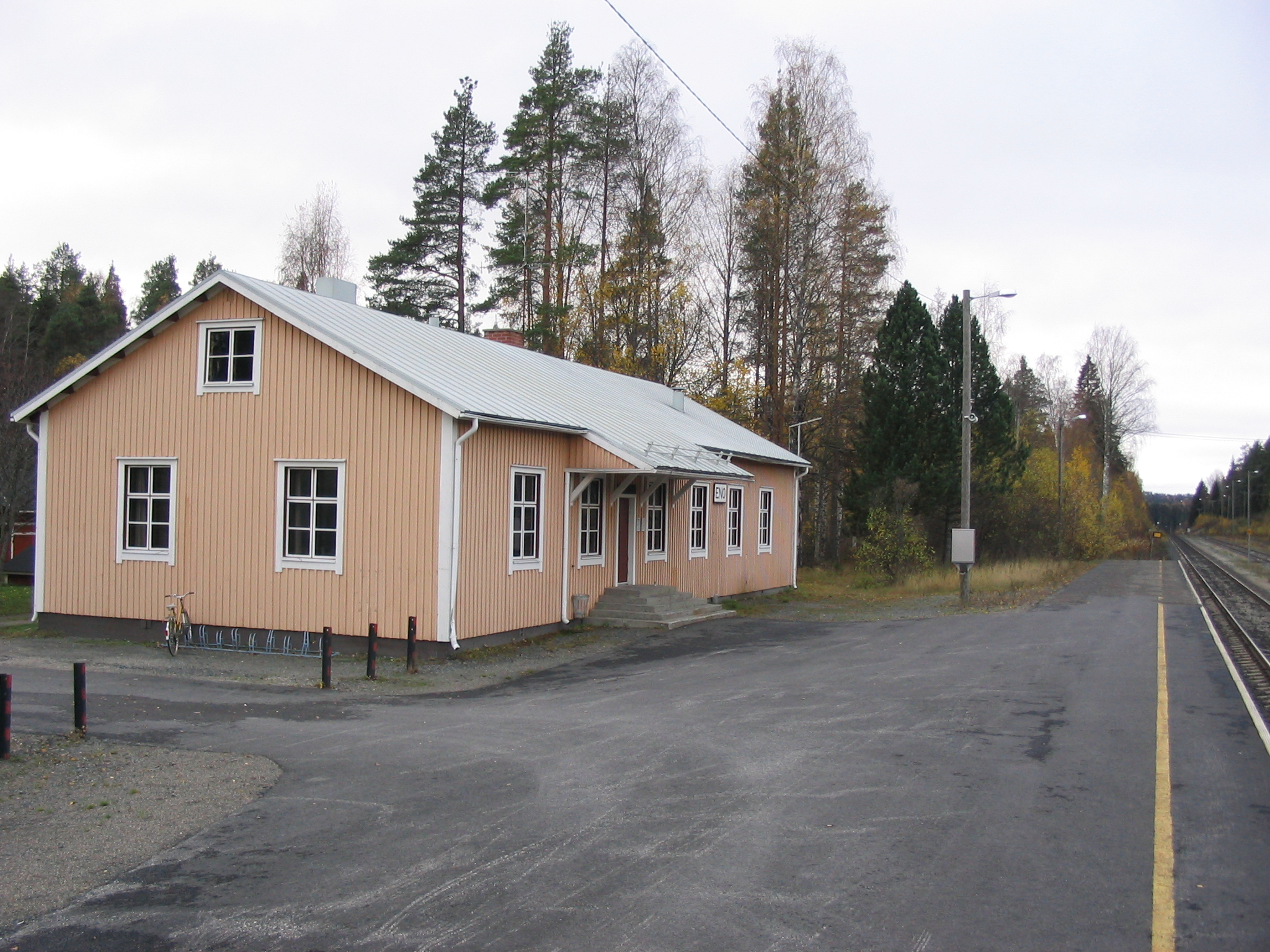
エノ駅（2006年10月撮影）

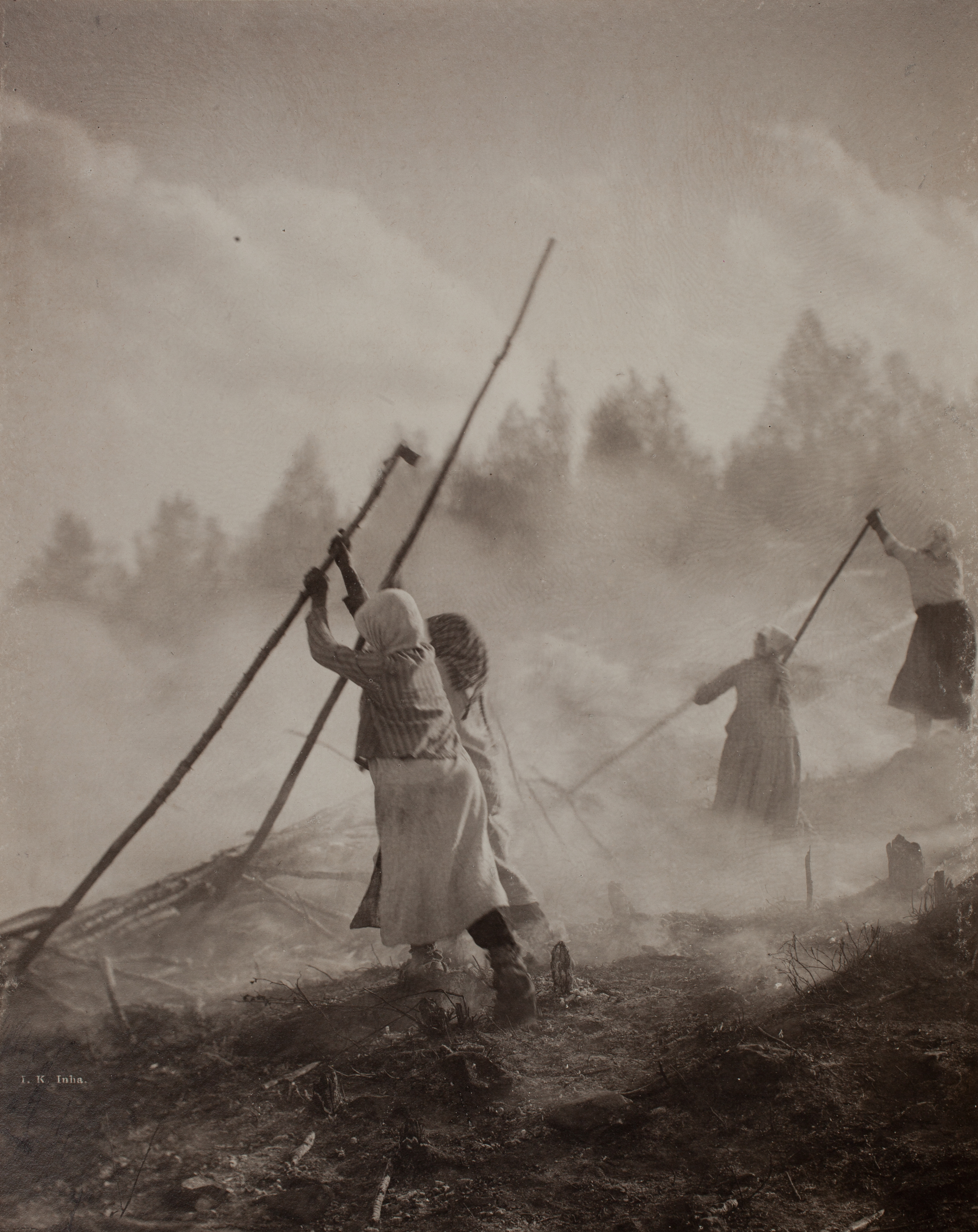
1893年、エノにおける焼畑の様子

エノ (Eno) は、フィンランド東スオミ州北カルヤラ県にあったクンタ（行政区画）である。2009年1月1日付でヨエンスーに吸収合併された。

## 概要
面積1,088.25km2。水域面積149.30km2。人口6,764人（2006年1月1日）。人口密度6.2人/km2。公用語はフィンランド語のみ。
VR鉄道のヨエンスー駅の北隣、エノ駅があり、その次はヌルメス駅。